# هنري جونسون (جندي أمريكي)
هنري جونسون (بالإنجليزية: Henry Johnson)‏ هو جندي أمريكي، ولد في 11 يونيو 1850 في بويدتون في الولايات المتحدة، وتوفي في 31 يناير 1904.